# Myurium praenitens
Myurium praenitens là một loài Rêu trong họ Myuriaceae. Loài này được Dixon mô tả khoa học đầu tiên năm 1939.